# وردة زرقاء

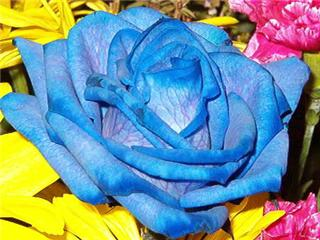
وردة زرقاء.

الوردة الزرقاء هي زهرة من جنس الورد (عائلة الورديات) تطرح صبغة زرقاء إلى بنفسجية بدلاً من الحمراء أو البيضاء أو الصفراء التي تكون أكثر شيوعاً.